# Аджастер

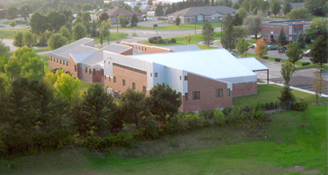
Здание компании Adjusters International Corp. в Утика (Utica), штат Нью-Йорк

Аджастер (англ. adjuster; claims adjuster; loss adjuster) — физическое или юридическое лицо, независимый специалист или организация по урегулированию претензий страхователя на возмещение убытков в связи со страховым случаем. 

## История
Первые упоминания об аджастинге относятся к концу XVIII века, когда в Европе исследованием и оценкой имущественных рисков занялись специализированные «оценщики», тогда же возникла особая профессия «оценщика убытков». Термин «аджастер» вошел в широкое употребление в 1941 году, когда в Англии была основана «Ассоциация аджастеров огневых рисков» (в США Национальная Ассоциация Независимых Страховых Аджастеров — National Association of Independent Insurance Adjusters — была создана в 1937 году). На сегодняшний день профессия аджастера прочно утвердилась на страховом рынке во всем мире.

## Функции аджастера
В функции аджастера входит расследование всех обстоятельств заявленного события для установления факта наступления страхового случая, его соответствия условиям договора страхования, определение суммы страхового возмещения, подлежащего выплате, составление экспертного заключения для страховщика (страхователя), участие в урегулировании убытков с представителем противоположной стороны (соответственно страхователя или страховщика).
Аджастер может заниматься самостоятельной практикой, работать по найму в специализированной аджастерской фирме (так называемые Независимые аджастеры), либо состоять в штате страховой, брокерской или крупной коммерческой компании в качестве сотрудника отдела «управления рисками». В международной практике специалисты, занимающиеся независимым урегулированием убытков, традиционно подразделяются на 2 категории: «Independent Adjuster» (Независимый аджастер) — лицо или организация, номинируемые страховщиком для урегулирования заявленных претензий, и «Public Adjuster» (Общественный аджастер) — лицо или организация, представляющие интересы страхователя по урегулированию претензий, заявленных страховщику. Есть на первый взгляд незаметное, но существенное отличие в определениях независимого и общественного аджастера. Независимый аджастер не представляет интересы страховщика, а только выполняет задание по его поручению. Общественный же аджастер представляет интересы и работает от имени страхователя при исполнении им поручения.

## Аджастинг в России
В России независимый аджастинг в полной мере получил распространение только в секторе страхования корпоративных имущественных интересов. В массовых видах страхования, а именно страхования имущества физических лиц, по-прежнему используется традиционная процедура урегулирования убытков сотрудниками страховых компаний и страховых брокеров. Однако, недостаточное доверие страхователей к результатам урегулирования убытков страховыми компаниями вызывает негативное отношение страхователя к институту страхования в целом, что тормозит развитие важнейшего экономического регулятора рынка. Поэтому некоторые функции аджастеров уже передаются сторонним экспертам (например, на рынке автомобильного страхования широко представлены независимые аварийные комиссары и оценщики, в функционал которых входит фиксация объёма и характера повреждений транспортного средства, оценка объёма и стоимости ремонтных воздействий, сбор документов, относящихся к страховому событию).
Для повышения объективности расследований, совершенствования стандартов урегулирования страховых претензий в России создана Национальная Ассоциация Страховых Аджастеров, которая разработала и утвердила Кодекс профессиональной этики аджастеров.

## В искусстве
В 1991 году в Канаде вышел художественный фильм The Adjuster - в русском переводе «Страховой агент» или «Страховой оценщик». Главный герой фильма - аджастер.
Южно-Корейский сериал «Бешеный пёс» (2017) рассказывает о работе аджастера, который раньше работал детективом.